# Dawning of a New Era
Dawning of a New Era är ett samlingsalbum som krediterades "The Coventry Automatics AKA The Specials", och som först släpptes 1993. Albumet är en samling av demoinspelningar från 1978, då bandet fortfarande var känt som "The Automics". De skulle snart byta namn till "The Coventry Automatics" innan de så småningom blev "The Specials". Släppet är känt för att ha presenterat ett tidigt sortiment av bandet, med original-trummisen Silverton Hutchinson. Det var också den första utgåvan av tre tidigare outgivna låtar, "Wake Up", "Rock & Roll Nightmare" och "Look But Don't Touch".

## Låtlista
1. "Wake Up" (okänd låtskrivare) – 1:53
2. "Nite Klub/Raquel"	(Horace Panter/Jerry Dammers/John Bradbury/Lynval Golding/Neville Staple/Rod Byers/Terry Hall) – 3:01
3. "Rock & Roll Nightmare" (okänd låtskrivare) – 2:00
4. "Look But Don't Touch" (okänd låtskrivare) – 4:23
5. "Concrete Jungle" (Roderick James Byers) – 3:43
6. "It's Up to You" (Panter/Dammers/Bradbury/Golding/Staple/Byers/Hall) – 3:00
7. "Stupid Marriage" (Dammers/Michael Allen Harrison/Staple) – 2:47
8. "Blank Expression" (Panter/Dammers/Bradbury/Golding/Staple/Byers/Hall) – 2:07
9. "Too Much Too Young" (Dammers) – 2:05
10. "Little Bitch" (Dammers) – 2:40
11. "(Dawning of A) New Era" (Dammers) – 2:41
12. "Jay Walker" (okänd låtskrivare) – 3:13

## Medverkande
Coventry Automatics AKA The Specials
- Jerry Dammers – keyboard
- Lynval Golding – rytmgitarr, bakgrundssång
- Roddy 'Radiation' Byers – sologitarr
- 'Sir' Horace 'Gentleman' Panter – basgitarr
- Silverton Hutchinson – trummor
- Terry Hall – sång